# Christian af Hessen
Christian, prins af Hessen-Kassel (14. august 1776 – 14. november 1814 på Odense Slot) var en tysk prins og dansk officer, bror til Frederik af Hessen.

## Biografi
Han var søn af feltmarskal, landgrev Carl af Hessen fik 1783 patent som oberst af kavalleriet, 1789 som generalmajor og udnævntes året efter til chef for Livregiment Ryttere, dog således at faderen skulle føre kommandoen for ham, indtil han blev myndig. I mellemtiden opholdt han sig i 2 år i Kiel for af Ludvig Jacob Binzer at blive sat ind i militærvidenskaberne og gennemgik derpå i København en eksercerskole ved infanteriet. 1803 blev han Ridder af Elefanten. Under troppekoncentrationen i Holsten 1805 overdroges ham kommandoen over en kavalleribrigade, 1808 blev han generalløjtnant, 1809 chef for fynske lette Dragoner, kommanderende general på Fyn og kavalleriinspektør, 1812 general af kavalleriet. Han havde fra ung af været udset til svigersøn af Frederik VI, og i september 1812 blev forlovelsen mellem ham og hans niece, prinsesse Caroline højtidelig deklareret, men prinsen var allerede dengang svag, og 14. november 1814 døde han på Odense Slot. Han lå begravet i forbindelsesbygningen mellem slottet og Sankt Hans Kirke, men i 1862 overførtes hans lig til Slesvig Domkirke.